# Julgok
Julgok (korejsky 율곡, v anglickém přepisu Yul-Gok) je tul, který se učí nositelé technického stupně 5. kup v bojovém umění taekwondo. Tul vytvořili v letech 1962–1964 podplukovník U Čonglim a seržant Kim Bokman.

## Významy

### Význam názvu
Julgok je pseudonym korejského neokonfuciánského filozofa z dynastie Čoson, zastánce nominalismu, kterému se říká korejský Konfucius.

### Význam počtu pohybů
38 pohybů odkazuje na jeho místo narození na 38° zeměpisné šířky.

### Význam diagramu
Diagram (čínský znak 士) znamená učenec.

## Pohyby vzoru
Výchozí postoj: naranhi čunbi sogi
1. ← annun sogi (zvednout ruku)
2. annun so ap čirugi
3. annun so ap čirugi, parun tongdžak
4. → annun sogi (zvednout ruku)
5. annun so ap čirugi
6. annun so ap čirugi, parun tongdžak
7. ↑ konnun so an pchalmok kaunde jop makki
8. nadžunde apčcha pušigi (poloha rukou jako v předchozí technice)
9. ↑ konnun so ap čirugi
10. konnun so pande ap čirugi, parun tongdžak
11. konnun so an pchalmok kaunde jop makki
12. nadžunde apčcha pušigi (poloha rukou jako v předchozí technice)
13. ↑ konnun so ap čirugi
14. konnun so pande ap čirugi, parun tongdžak
15. konnun so sonbadak kaunde kolčchjo makki
16. konnun so sonbadak kaunde pande kolčchjo makki
17. konnun so ap čirugi, iodžin tongdžak
18. ↑ konnun so sonbadak kaunde kolčchjo makki
19. konnun so sonbadak kaunde pande kolčchjo makki
20. konnun so ap čirugi, iodžin tongdžak
21. ↑ konnun so ap čirugi
22. ↑ koburjo čunbi sogi A
23. kaunde jopčcha čirugi, wen nopchunde jop čirugi
24. ↑ konnun so ap pchalgup terigi
25. ↷ koburjo čunbi sogi A
26. kaunde jopčcha čirugi, orun nopchunde jop čirugi
27. ↑ konnun so ap pchalgup terigi
28. ↰ niundža so sang sonkchal makki
29. ↑ konnun so son sonkut tulkchi, sonbadak nerjo makki
30. ↷ niundža so sang sonkchal makki
31. ↑ konnun so son sonkut tulkchi, sonbadak nerjo makki
32. ↲ konnun so pakat pchalmok nopchunde jop makki
33. konnun so pande ap čirugi
34. ↑ konnun so pakat pchalmok nopchunde jop makki
35. konnun so pande ap čirugi
36. ↑ tvimjo kjočcha so tung čumok nopchunde jop terigi
37. ↬ konnun so tu pchalmok nopchunde makki
38. ↷ konnun so tu pchalmok nopchunde makki

Závěrečný postoj: ↲ naranhi čunbi sogi